# Ловел (Вајоминг)
Ловел (енгл. Lovell) град је у америчкој савезној држави Вајоминг.

## Демографија
По попису из 2010. године број становника је 2.360, што је 79 (3,5%) становника више него 2000. године.
| Група             | 2000.         | 2010.         |
| Белци             | 2.020 (88,6%) | 2.059 (87,2%) |
| Афроамериканци    | 1 (0,0%)      | 6 (0,3%)      |
| Азијати           | 4 (0,2%)      | 13 (0,6%)     |
| Хиспаноамериканци | 209 (9,2%)    | 256 (10,8%)   |
| Укупно            | 2.281         | 2.360         |